# Labeobarbus rocadasi
Labeobarbus rocadasi és una espècie de peix pertanyent a la família dels ciprínids.

## Descripció
- Fa 35 cm de llargària màxima.[1][2]

## Hàbitat
És un peix d'aigua dolça, bentopelàgic i de clima tropical.

## Distribució geogràfica
Es troba a Àfrica: el Camerun (riu Nyong) i Angola (rius Lucalla i Cuanza).

## Observacions
És inofensiu per als humans.